# Fanney Birkisdóttir
Fanney Inga Birkisdóttir, född den 17 mars 2005 i Reykjavik, är en isländsk fotbollsspelare, som spelar som målvakt. Hon representerar BK Häcken och det isländska landslaget.

## Biografi
Birkisdóttir inledde sin seniorkarriär i Valur på Island år 2022. 2024 flyttade hon till BK Häcken. Hon har även representerat det isländska damlandslaget.